# Odagiri Hideo
Odagiri Hideo (japanisch 小田切 秀雄; geboren 20. September 1916 in Tōkyō; gestorben 24. Mai 2000 ebenda) war ein japanischer Literaturkritiker.

## Leben und Wirken
Odagiri Hideo machte seinen Studienabschluss an der Hōsei-Universität, an der er später Professor wurde. Schon während seiner Studienzeit gab er mit Freunden das monatliche Blatt „Bungeigaku shiryō geppō“ (文芸学資料月報) heraus und verfasste Beiträge.
Nach Ende des Pazifikkriegs trat er 1946 in die Kommunistische Partei Japans ein. Er beteiligte sich mit Ara Masahito und anderen an der Gründung des Magazins „Kindai Bungaku“ (近代文学), etwa „Literatur der Gegenwart“, für das die erste Welle der Nachkriegs-Literaten schrieb. Odagiri wurde zu einem wichtigen Literaturkritiker und zur führenden Persönlichkeit, was die marxistisch-orientierte Nachkriegsliteratur betraf. 
Zu Odagiris Werken gehören
- „Minshushugi bungaku ron“ (民主主義文学論) 1948 – etwa „Zur Literatur in der Demokratie“
- „Nihon kindai bungaku no shisō to jōkyō“ (日本近代文学の思想と状況) 1965 – etwa „Idee und Wirklichkeit der japanischen Literatur der Gegenwart“
- „Gendai bungaku-shi“ (現代文学史) 1975 – „Geschichte der Literatur der Gegenwart“
- „Watakushi to mita Shōwa no shisō to bungaku no gojūnen“ (私と見た昭和の思想と文学の五十年) 1983 bis 1987 – „Idee und Wirklichkeit von 50 Jahren Shōwa-Zeit, wie ich sie sehe“

Für das letztgenannte Werk erhielt Odagiri 1988 den Mainichi-Kulturpreis.